# 957 (číslo)
Devět set padesát sedm je přirozené číslo. Římskými číslicemi se zapisuje CMLVII a řeckými číslicemi ϡνζ´. Následuje po čísle devět set padesát šest a předchází číslu devět set padesát osm.

## Matematika
957 je:
- Deficientní číslo
- Složené číslo
- Nešťastné číslo

## Astronomie
- (957) Camelia je planetka hlavního pásu, kterou objevil v roce 1921 Karl Wilhelm Reinmuth
- NGC 957 je otevřená hvězdokupa v souhvězdí Persea

## Roky
- 957
- 957 př. n. l.